# Ратификација
Ратификација је формално прихватање и признање одређеног споразума или међународне конвенције. Овај процес врши овлашћена државна институција. Примена, односно остварење ратификованог документа, одвија се у складу са националним законодавством и праксом.